# 15145 Ritageorge
15145 Ritageorge este un asteroid din centura principală de asteroizi.

## Descriere
15145 Ritageorge este un asteroid din centura principală de asteroizi. A fost descoperit pe 10 martie 2000 la Socorro, New Mexico, în cadrul proiectului LINEAR. Asteroidul prezintă o orbită caracterizată de o semiaxă mare de 2,20 ua, o excentricitate de 0,13 și o înclinație de 4,3° în raport cu ecliptica.